# Poisson-demoiselle
Pour les articles homonymes, voir Demoiselle.
Taxons concernés
Plusieurs familles :
- Pomacanthidae
- Pomacentridaemodifier

Poisson-demoiselle est un nom vulgaire utilisé pour désigner des poissons pomacentridés. Le nom vernaculaire de plusieurs espèces de poissons des récifs coralliens des familles Pomacanthidés et pomacentridés utilise également le terme de « demoiselle ». Le nom demoiselle leur a été attribué pour leurs petites tailles, leurs couleurs voyantes, leurs formes toutes en rondeurs et leurs aspects plaisants.

## Liste d'espèces
| Nom binomial                | Nom vernaculaire           | Famille       | Taille (mm) | Origine                    |
| Amblypomacentrus breviceps  | Demoiselle à dos noir      | Pomacentridae | 85          | Pacifique ouest            |
| Chromis viridis             | Demoiselle verte           | Pomacentridae | 80          | Indo-Pacifique             |
| Chrysiptera bleekeri        | Demoiselle de Bleeker      | Pomacentridae | 80          | Pacifique ouest            |
| Chrysiptera caeruleolineata | Demoiselle à ligne bleue   | Pomacentridae | 60          | Indo-Pacifique             |
| Chrysiptera galba           | Demoiselle canari          | Pomacentridae | 70          | Pacifique ouest            |
| Chrysiptera hemicyanea      | Demoiselle à ventre jaune  | Pomacentridae | 70          | Indo-Pacifique             |
| Chrysiptera parasema        | Demoiselle à queue jaune   | Pomacentridae | 70          | Pacifique ouest            |
| Chrysiptera unimaculata     | Demoiselle à une tache     | Pomacentridae | 100         | Océan Indien               |
| Dascyllus aruanus           | Demoiselle à queue blanche | Pomacentridae | 100         | Indo-Pacifique             |
| Dascyllus trimaculatus      | Demoiselle à trois taches  | Pomacentridae | 100         | Indo-Pacifique             |
| Holacanthus bermudensis     | Demoiselle bleue           | Pomacanthidae | max 450     | Ouest de l'Atlantique nord |
| Holacanthus ciliaris        | Demoiselle royale          | Pomacanthidae | 300         | Ouest de l'Atlantique nord |
| Holacanthus tricolor        | Demoiselle beauté          | Pomacanthidae | 300         | Atlantique ouest           |
| Neoglyphidodon melas        | Demoiselle à front jaune   | Pomacentridae | 150         | Indo-Pacifique             |
| Neopomacentrus filamentosus | Demoiselle brune           | Pomacentridae | 100         | Pacifique ouest            |
| Neopomacentrus fuliginosus  | Demoiselle noire           | Pomacentridae | 110         | Océan Indien               |
| Pomacentrus amboinensis     | Demoiselle orangée         | Pomacentridae | 90          | Océan Indien               |
| Pomacentrus rodriguensis    | Demoiselle de Rodrigues    | Pomacentridae | ?           | île Rodrigues              |
| Pomacentrus sulfureus       | Demoiselle soufrée         | Pomacentridae | 110         | mer Rouge                  |
| Pomacentrus trichrourus     | Demoiselle à queue blanche | Pomacentridae | 110         | mer Rouge                  |
| Pomacanthus arcuatus        | Demoiselle blanche         | Pomacanthidae |             | Atlantique ouest           |
| Pomacanthus zonipectus      | Demoiselle de Cortez       | Pomacanthidae | 15          | Pacifique ouest            |